# Muscolo dentato posteriore inferiore
Nell'anatomia umana il muscolo dentato posteriore inferiore è un muscolo del dorso.
Origina dai processi spinosi delle ultime due vertebre toraciche e prime tre vertebre lombari, si porta lateralmente e in alto inserendosi con quattro digitazioni carnose alle ultime quattro coste. La sua innervazione deriva dai nervi intercostali. Agisce abbassando la gabbia toracica, fungendo dunque da muscolo espiratore.